# Friedhof Hohenau an der March

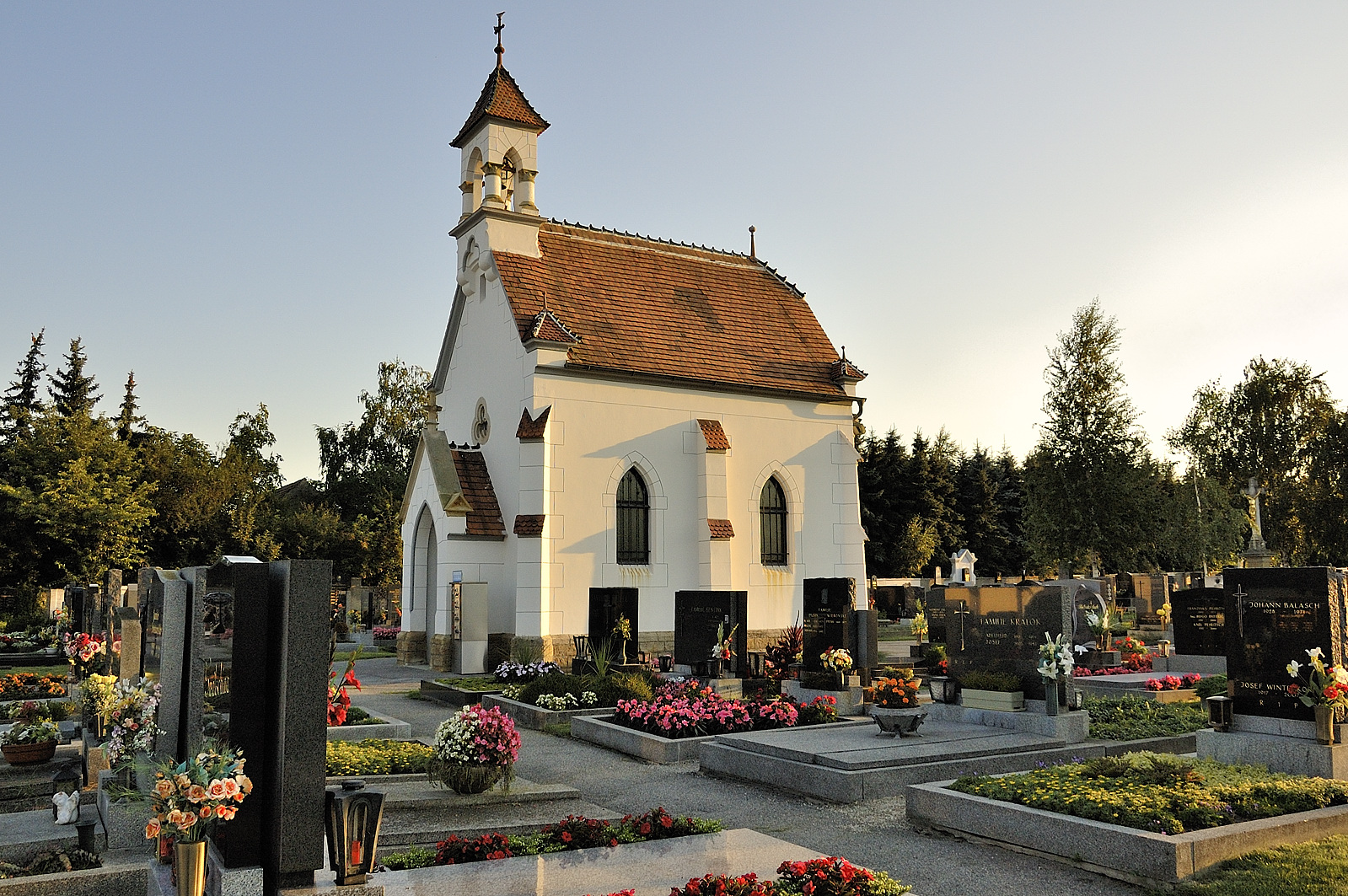
Friedhof in Hohenau an der March

Der Friedhof Hohenau an der March liegt an der Rathausstraße im Nordwesten der Marktgemeinde Hohenau an der March in Bezirk Gänserndorf in Niederösterreich. Der Friedhof und die Friedhofskapelle stehen unter Denkmalschutz (Listeneintrag).

## Geschichte
Der Friedhof wurde 1895 geweiht und der Kirchfriedhof bei der Pfarrkirche Hohenau an der March wurde aufgelassen. Eine Eingangshalle mit einem Aufbahrungsraum wurde 1956 erbaut.

## Friedhofskapelle
Die Friedhofskapelle, erbaut 1911, wurde von Martin und Elisabeth Holy gestiftet. Die neugotische, einschiffige zweijochige Kapelle mit Portalvorbau hat einen Chor mit einem Dreiachtelschluss unter einem hohen Satteldach mit einem Dachreiter mit neoromanistischer Säulenarkatur.
Den Altar baute Ferdinand Stuflesser aus Gröden 1910 mit neugotischen Figuren Erzengel Michael und vier Heiligen.
Ein Steinkreuz westlich der Kapelle trägt einen Metallkruzifixus aus dem Jahr 1895.